# Pugelj
Pugelj je priimek več znanih oseb:
- Breda Pugelj Otrin (*1934), igralka, plesalka, prevajalka in pisateljica
- Milan Pugelj (1883—1929), pripovednik, pesnik, urednik, prevajalec in režiser
- Roman Pugelj (1948—2010), alpinist
- Roman Pugelj, judoist